# Dysstroma modesta
Dysstroma modesta är en fjärilsart som beskrevs av Müller 1931. Dysstroma modesta ingår i släktet Dysstroma och familjen mätare. Inga underarter finns listade i Catalogue of Life.